# 拜伦·陈
詹姆斯·拜伦·陈（1963年6月13日—），华裔，巴布亚新几内亚政治人物，陈仲民之子。2002年至2017年，作为人民进步党党员当选纳马塔奈县选区的巴布亚新几内亚国民议会议员，2002年巴布亚新几内亚大选中击败Ephraim Apelis成为议员，之后一直连任到2017年巴布亚新几内亚大选中被Walter Schnaubelt击败。在被Walter Schnaubelt击败之前在彼得·奥尼尔政府中担任矿业部长。